# Джон Бъниан
Джон Бъ̀ниан  (на английски: John Bunyan, звуков файл и буквени символи за произношение , 28 ноември 1628 – 31 август 1688, в България превеждан и като Джон Бънян) е английски християнски писател и проповедник, известен с творбата си Напредъкът на поклонника или Пътешественикът от този свят до онзи (The Pilgrim's Progress). В Англиканската църква той се почита с Малък празник на 30 август.

## Биография

### Произход и младежки години
Джон Бъниан е роден в Хароудън (една миля югоизточно от Бедфърд, Бедфърдшър). Получава кръщение на 30 ноември 1628 г. според регистъра на енория Елстоу. Семейството има дълга история в Англия и името му изписвано по над трийсет и четири различни начина: Binyan, Buniun, Bonyon, Buignon са най-разпространени, Bunyan е най-малко разпространено исторически. Енорийските регистри показват, че Walter Boynon, предполагаем прадядо на Джон Бъниан, е живял в селцето Хароудън през 1327 г. и районът е познат като „Father Bunyan's“, „Bunyan's Walk“ и „Bunyan's End“ поне от 16 век.
Джон Бъниан е роден в семейството на Томас Бъниан и Маргарет Бентли. Тя също е от Елстоу и като съпруга си е родена през 1603 г. Венчани са на 27 май 1627 г. и през 1628 г. сестрата на Маргарет, Роуз Бентли се омъжва за полубрата на Томас Едуард Бъниан. (Томас се оженил за първата си жена през 1623 г. и както баща си преди него щял да се ожени още два пъти месеци след овдовяването си.) Те били от работническото съсловие. Томас припечелвал като калайджия и казанджия, който поправя котли, домакински съдове и пр. Бъниан пише за произхода си „моето потекло е от нисше и незначително поколение, къщата на баща ми от най-нисш ранг и най-презряно от всички семейства в страната.“
Бъниан получава много малко образование (2 – 4 г.). Той е образован в къщата си с други бедни момчета и каквото малко образование получил е трябвало да послужи на баща му и собствения му бъдещ занаят. Той наследява калайджийския занаят на баща си, който на времето е имал репутация като долна професия и исторически е свързан с номадския начин на живот на циганите.
През 1644 г. Бъниан загубва майка си и две свои сестри, които умират в течение на няколко месеца и баща му се жени за трети път. Може пристигането на мащехата му да е ускорило очуждението му и последвалото му записване в парламентарната армия. Той служи в парламентарната армия в гарнизона на Нюпорт Пагнел от 1644 до 1647 г., когато гражданската война е приближавала края на първата си фаза. Спасен е от смърт от млад войник, който по своя воля го замества в бой и на чиято смърт става свидетел.
След като гражданската война е спечелена от Английския парламент, Бъниан се завръща към предишния си занаят и си намира съпруга. През 1649 г. се жени за млада жена, Мери, чиято единствена зестра изглежда били две книги, Plain Man's Pathway to Heaven (Пътеката на обикновения човек към рая) на Артър Дент и Practice of Piety (Практикуване на набожност) на Люис Бейли, от които е повлиян за религиозен живот. Тя е сирак, баща ? остава само тези две книги като нейно наследство и техният живот е скромен, меко казано. Бъниан пише, че те са били „бедни, колкото бедни може бъдат“, без дори „блюдо или лъжица помежду им“.
В автобиографичната си книга Grace Abounding (Изобилна благодат) Бъниан описва младежкия си живот като пропаднал и морално осъдителен. Няма обаче доказателство, че външно е бил по-лош от съседите си. Примери за грях, които признава в Grace Abounding, включват псуване, танцуване и звънене на звънци. Увеличеното съзнание за възприемания си за небиблейски живот го довеждат до обмисляне на неморалните си действия, по-специално е тормозен от любопитство относно „непростимия грях“ (богохулството) и обсебеност, че вече го е извършил. Той е известен като експерт езиковед по отношение на псувните, дори и най-вещите в сквернословието отбелязвали, че Бъниан е „най-безбожният човек по отношение на псуването, когото някога са чували“. Докато играел играта „котка“ на селския площад, Бъниан твърди, че е чул глас, който го питал: „Ще оставиш ли греховете си и отидеш в рая или ще си ги имаш и отидеш в ада?“. Той повярвал, че това е гласът на Бог, мъмрещ го за развлечените му порядки, тъй като пуританите считат съботата за свещена и не позволяват да се спортува тогава. Духовността му се възражда от това преживяване и той се бори както с чувството си за вина, така и със съмнението в себе си и вярата в библейското обещание за християнско осъждане и спасение.

### Учението на Джон Гифърд и участие в диспути
Докато се бори с новооткритата си вяра, Бъниан все повече се отчайва и попада в умствен и физически смут. По това време на конфликт Бънян започва четиригодишна дискусия и духовно пътуване с няколко бедни жени от Бедфърд, които принадлежат към неконформистка секта, която служи в църквата „Сейнт Джон“. Той все повече се идентифицира със св. Павел, който се характеризирал като „вожд на грешниците“ и вярвал, че е сред духовния елит, избран от Бог. В резултат на тези преживявания е приет в Баптистката църква в Бедфърд чрез потапяне в р. Грейт Аус през 1653 г. След кръщението си в Бедфърдската баптистка църква Бънян започва да следва учението на Джон Гифърд. През целия период на участието си в църквата на Гифърд в Бедфърд Бъниан твърди, че е чувал гласове и е имал видения като подобни религиозни преживявания на св. Тереза Авилска и Уилям Блейк. Още докато са в Елстоу, Мери ражда сляпа дъщеря, също с име Мери, и втора дъщеря, Елизабет, скоро последвани от още две деца, Джон и Томас. През 1655 г., след като се премества със семейството си в Бедфърд, жената и наставникът на Бънян, Гифърд, умират. Той е обзет от мъка и здравето му се влошава, макар същата година да става дякон на църквата „Сейнт Пол“ в Бедфърд и започва да проповядва с голям успех от самото начало.
Бъниан яростно се противопоставя на учението на квакерите и взема участие в писмени диспути през 1656 – 1657 г. с някои от техните водачи. Бънян първо публикува Some Gospel Truths Opened (Някои евангелски истини разкрити), в която напада квакерските вярвания. Квакерът Едуард Бъроу отговаря с The True Faith of the Gospel of Peace (Истинската вяра на Евангелието на мира). Бъниан се противопоставя на памфлета на Бъроу с A Vindication of Some Gospel Truths Opened (Защита на някои евангелски истини разкрити), на който Бъроу отговаря с Truth (the Strongest of All) Witnessed Forth (Истината (най-силната от всички) засвидетелствана). По-късно квакерският лидер Джордж Фокс се включва в крамолата като публикува опровержение на есето на Бънян, озаглавено The Great Mystery of the Great Whore Unfolded (Великата мистерия на великата курва разкрита).
Бедфърдските баптисти са умерени в техните възгледи. Те са смятани за по-либерални по въпроси за църковното управление от презвитерианците и по-консервативни по църковните доктрини от квакерите. Бъниан напада квакерите за тяхното упование на „вътрешната светлина“ вместо на буквалното библейско слово. В Напредъка на поклонника Бъниан изразява ненавист към католицизма.

### Затвори
С увеличаването на популярността му Бънян все повече става мишена за клевети, той е порицаван като „вещер, йезуит, разбойник“ и се твърди, че има любовници и многобройни жени. През 1658 г. е арестуван за проповядване в Итън Сокън и е осъден за проповядване без писмено позволение. Той обаче продължава и чак през 1660 г. е отведен в затвора на Силвър Стрийт в Бедфърд.
Бъниан се жени за втората си жена, Елизабет, от която има още две деца, Сара и Джоузеф. През същата година Ресторацията на монархията от Чарлс II води до затягане на мерките срещу неконформистите, които са били толерирани по времето на Оливър Кромуел. Бъниан е преследван, тъй като страната се връща към англиканството. Молитвените домове, в които се провеждали молитвени срещи, бързо са затворени и всички граждани са призовани да посещават енорийската си англиканска църква. Става наказуемо от закон да „се провеждат богослужения освен в съответствие с ритуала на църквата или от такъв, който няма епископска заповед да се обръща към паство.“ Вече няма свободата да проповядва, на която се е наслаждавал по време на Пуританската общност (република) и е арестуван на 12 ноември, докато води частна проповед в Лоуър Самсъл близо до Харлингтън, Бедфърдшър, южно от Бедфърд. Там първоначално е затворен за три месеца, но тъй като отказва да се подчини или да се въздържа от проповядване, неговият затвор е продължен на почти 12 години (с изключение на няколко седмици през 1666 г.). Неговият прокурор, съдия Уингейт, не е склонен да го хвърля в затвора, но резкият му отказ „Ако ме освободите днес ще проповядвам утре.“ не оставя на Уингейт избор.
През 1666 г. е освободен за няколко седмици и преди отново да бъде арестуван за проповядване и е върнат в Бедфърдския затвор, където прекарва още 6 години. По това време тъче връзки за обувки и проповядва пред паство от шейсет затворници, за да издържа семейството си. Притежава две книги, Book of Martyrs (Книга на мъчениците) на Джон Фокс и Библията, цигулка, направена от ламарина, флейта, която е направил от крак на стол е неограничен достъп да писалка и хартия. Както музиката, така и писането са интегрални части от пуританската вяра.
Освободен е през януари 1672 г., когато Чарлс II издава Декларацията за религиозно опрощение. В същия месец става пастор на църквата „Сейнт Пол“. На 9 май получава едно от първите позволения да проповядва според новия закон. Той построява молитвен дом и образува неконформистка секта от оцелелите си енориаши и увеличава паството си до 4000 души в Бедфърдшър. Той основава над 30 нови енории и с обич му е даден титлата „епископ Бънян“ от енориашите му.
През март 1675 г. отново е затворен за проповядване (Чарлс II оттегля Декларацията за религиозно опрощение), този път в Бедфърдския градски затвор на каменния мост над Аус. По ирония на съдбата квакерите спомагат за освобождаването му. Когато кралят иска списък с имена за помилване, квакерите подават неговото име наред с имена на свои членове. След шест месеца е освободен и в резултат на популярността си не е арестуван отново. По това време Бъниан се обличал като каруцар с камшик в ръка, когато посещавал разните епархии, за да избегне ново арестуване. Когато крал Джеймс II иска от Бъниан да надзирава кралските интереси в Бедфърдшър през 1687 г. той отказва влиятелния пост, защото Джеймс отказва да премахне препятствията и законите, с които се преследвали неконформисти. През 1688 г. служи като капелан на лорд-кмета на Лондон сър Джон Шортър, но умира преди абдикацията на Джеймс II и започването на Славната революция.

### Смърт
Докато язди от Лондон за Рединг, за да разреши неразбирателство между баща и син, той настива и развива треска. Умира в къщата на приятеля си Джон Стръдуик, бакалин и свещар в Сноу Хил, Холбърн Бридж на 31 август 1688 г. Гробът му е в гробището Бънхил Фийлдс в Лондон. Много пуритани, за които поклонението на гробници и мощи се счита за крайно грешно, дават заръка на смъртното си легло ковчезите им да бъдат поставени колкото се може по-близо до Бъниан. През 1862 г. е създадена лежаща статуя за украса на гроба му. В близост са гробовете на Джордж Фокс, Уилям Блейк и Даниел Дефо.

## Пътешественикът
Бъниан пише Пътешественикът в две части, първата от които е публикувана в Лондон през 1678 г., а втората през 1684 г. Той започва творбата по време на първия си период в затвора, а вероятно я завършва по време на втория период. Първото издание, в което двете части са комбинирани в един том е от 1728 г. Трета част, невярно приписвана на Бъниан се появява през 1693 г. и препубликувана дори през 1852 г. Пълното заглавие на творбата е Пътешественикът от този свят до идния (The Pilgrim's Progress from This World to That Which Is to Come). Пътешественикът е може би най-известната алегория, писана някога, а според някои – първият роман на английски език. Твърди се също така, че това е най-четената книга на английски език и е най-превежданата след Библията (на над 200 езика). Чарът на творбата идва от интересната история, я която интензивното въображение на писателя прави героите, случките и сцените също толкова живи във въображението на читателите като неща, които те самите са познавали и запомнили в своите щрихи на нежност, чудноват хумор, изблиците на трогателно красноречие и чистия си, идиоматичен английски език.
Образите, които Бъниан използва в Пътешественикът, са отражения на образи от собствения му свят; тясната порта е версия на портата на църквата в Еслтоу, Блатото на отчаянието е отражение на мочурището Скуич, влажна и мъхеста местност близо до къщата му в Хароудън, Прелестните планини са образ на Чилтърнските хълмове, които заобикалят Бедфърдшър. Дори героите му, като Евангелиста, повлиян от Джон Гифърд, са отражения на истински хора.
Две други творби на Бъниан са по-малко известни: Животът и смъртта на г-н Лош човек (The Life and Death of Mr. Badman, 1680), въображаема биография и Духовната война (The Holy War, 1682), алегория. Трета книга, която разкрива вътрешния живот на Бънян Изобилна милост на главния от грешниците (Grace Abounding to the chief of sinners, 1666). Тя е класически пример за духовна автобиография. Мотивът му за нейното написване е величаене на християнската идея за милост и да утеши онези, които минават през преживявания подобни на неговите. Маколи е казал „Всеки читател познава правата и тясна пътека, както познава и пътя, по който е бил напред-назад стотина пъти“ и добавя „В Англия през втората половина на 17 век има само два ума, които притежават дарбата на въображението в много ярка степен. Единият от тези умове създава Изгубеният рай, другият Пътешественикът.“

## Списък на произведения
- A Few Sighs from Hell, or the Groans of a Damned Soul, 1658
- A Discourse Upon the Pharisee and the Publican, 1685
- A Holy Life
- Christ a Complete Saviour (The Intercession of Christ And Who Are Privileged in It), 1692
- Come and Welcome to Jesus Christ, 1678
- Grace abounding to the Chief of Sinners, 1666
- Light for Them that Sit in Darkness
- Praying with the Spirit and with Understanding too, 1663
- Of Antichrist and His Ruin, 1692
- Reprobation Asserted, 1674
- Saved by Grace, 1675
- Seasonal Counsel or Suffering Saints in the Furnace – Advice to Persecuted Christians in Their Trials & Tribulations, 1684
- Some Gospel Truths Opened, 1656
- The Acceptable Sacrifice
- The Desire of the Righteous Granted
- The Doctrine of the Law and Grace Unfolded, 1659
- The Doom and Downfall of the Fruitless Professor (Or The Barren Fig Tree), 1682
- The End of the World, The Resurrection of the Dead and Eternal Judgment, 1665
- The Fear of God – What it is, and what is it is not, 1679
- The Greatness of the Soul and Unspeakableness of its Loss Thereof, 1683
- The Heavenly Footman, 1698
- The Holy City or the New Jerusalem, 1665
- Духовната война -- Битката за град Душа [The Holy War – The Losing and Taking Again of the Town of Man-soul (The Holy War Made by Shaddai upon Diabolus, for the Regaining of the World)], 1682
- The Life and Death of Mr Badman, 1680
- Пътешественикът -- От този свят до онзи [The Pilgrim's Progress from This World to That Which Is to Come], 1678
- The Strait Gate, Great Difficulty of Going to Heaven, 1676
- The Saint's Knowledge of Christ's Love, or The Unsearchable Riches of Christ, 1692
- The Water of Life or The Richness and Glory of the Gospel, 1688
- The Work of Jesus Christ as an Advocate, 1688

## Издания
- Джон Бъниан. Пътешественикът от този свят до онзи. С., Нов човек, 2010.
- Джон Бъниан. Духовната война. С., Нов човек, 2010.
- Джон Бъниан. Животът и смъртта на господин Злонрав. С., Нов човек, 2015.